# Dream High
Dream High (v korejském originále 드림하이, Deurim Hai) je jihokorejský televizní seriál z roku 2011, v němž hrají Pä Su-dži, Kim Su-hjon, Ham Eun-čung, IU, Ok Tchäk-jon a Čang U-jong. Vysíláno na stanici KBS2 od 3. ledna do 28. února 2011.

## Příběh
Šest studentů na Kirin High School sdílí mimo jiné sny stát se K-popovými idoly. Během svých školních let se učí, jak rozvíjet své pěvecké, písňové a taneční dovednosti při osobním růstu. Začínají také rozvíjet city k sobě navzájem. Každá z nich má své silné a slabé stránky, ale snaží se debutovat s podporou a vedením sebe navzájem.

## Obsazení
- Pä Su-dži jako Go Hjemi
- Kim Su-hjon jako Song Sam-dong
- Ham Eun-čung jako Jon Pekhi
- IU jako Kim Pil-suk
- Ok Tchäk-jon jako Činguk/Hjon Sihjok
- Čang U-jong jako Jason